# گوشچوینا
گوشچوینا (به لاتین: Guszczewina) یک روستا در لهستان است که در گمینا ناروکا واقع شده‌است. گوشچوینا ۶۱ نفر جمعیت دارد.